# Heswall
Heswall est une ville du Merseyside, en Angleterre.
En 2001, sa population était de 16 012 habitants . 